# Frank Sanders (hockey sur glace)
Frank Sanders (né le 8 mars 1949 à Saint Paul (Minnesota) et mort le 17 février 2012 à Woodbury (Minnesota)) est un hockeyeur sur glace américain. Lors des Jeux olympiques d'hiver de 1972 à Sapporo, il remporte la médaille d'argent.

## Palmarès
- Médaille d'argent aux Jeux olympiques de Sapporo en 1972